# Michael Ryder
Michael Wayne Glenn Ryder (* 31. März 1980 in Bonavista, Neufundland und Labrador) ist ein ehemaliger kanadischer Eishockeyspieler, der im Verlauf seiner aktiven Karriere zwischen 1997 und 2015 unter anderem 881 Spiele für die Canadiens de Montréal, Boston Bruins, Dallas Stars und New Jersey Devils in der National Hockey League auf der Position des rechten Flügelstürmers bestritten hat. In Diensten der Boston Bruins feierte Ryder im Jahr 2011 mit dem Gewinn des Stanley Cups den größten Erfolg seiner Karriere.

## Karriere
Ryder begann seine Karriere 1997 in der kanadischen Juniorenliga Ligue de hockey junior majeur du Québec bei den Olympiques de Hull. Beim NHL Entry Draft 1998 wurde er als 216. in der achten Runde von den Canadiens de Montréal ausgewählt.
Ab der Saison 2000/01 spielte Ryder für verschiedene Montreal-Farmteams in der American Hockey League bzw. der East Coast Hockey League, seine ersten NHL-Einsätze absolvierte der Rechtsschütze In der Spielzeit 2003/04, in der er auch zum Stammspieler bei den Canadiens wurde. Während des Lockouts der NHL-Saison 2004/05 spielte der Flügelstürmer für Leksands IF aus der schwedischen HockeyAllsvenskan und kehrte dann zu den Habs zurück.
Zur Saison 2008/09 holte Trainer Claude Julien, der Ryder bereits in Hull, Hamilton und Montreal trainiert hatte, zu den Boston Bruins. In der Spielzeit 2010/11 gewann der Angreifer mit den Boston Bruins den Stanley Cup. Am 1. Juli 2011 unterzeichnete Ryder einen Kontrakt für zwei Jahre bei den Dallas Stars. Im Februar 2013 wurde er gemeinsam mit einem Drittrunden-Wahlrecht im NHL Entry Draft 2013 zu den Canadiens de Montréal transferiert, im Austausch wechselte Erik Cole zu den Dallas Stars.
Im Juli 2013 unterzeichnete Ryder einen Zweijahresvertrag im Gesamtwert von sieben Millionen US-Dollar bei den New Jersey Devils, den er erfüllte, jedoch keinen weiterführenden Kontrakt angeboten bekam. Ryder beendete daraufhin seine aktive Karriere im Alter von 35 Jahren.

## Erfolge und Auszeichnungen
| - 2004 Teilnahme am NHL YoungStars Game - 2004 NHL-Rookie des Monats Februar - 2004 NHL All-Rookie Team | - 2005 Aufstieg in die Elitserien mit Leksands IF - 2011 Stanley-Cup-Gewinn mit den Boston Bruins |

### International
- 2000 Bronzemedaille bei der U20-Junioren-Weltmeisterschaft

## Karrierestatistik

### International
Vertrat Kanada bei:
- U20-Junioren-Weltmeisterschaft 2000

(Legende zur Spielerstatistik: Sp oder GP = absolvierte Spiele; T oder G = erzielte Tore; V oder A = erzielte Assists; Pkt oder Pts = erzielte Scorerpunkte; SM oder PIM = erhaltene Strafminuten; +/− = Plus/Minus-Bilanz; PP = erzielte Überzahltore; SH = erzielte Unterzahltore; GW = erzielte Siegtore; 1 Play-downs/Relegation; Kursiv: Statistik nicht vollständig)